# Silnice II/627
Silnice II/627 měla být silnice II. třídy vedoucí od silnice I/27 přes Šlovice, dále přes Plzeň-Litice a v Plzni se měla napojovat na silnici I/27. Mělo se jednat o část bývalé silnice I/27. Délka měla být 8,4 km.

## Trasa silnice
Odpojení od silnice I/27 – Šlovice – Plzeň-Litice – Plzeň (napojení na silnici I/27).

## Stav v roce 2022
V roce 2022 je úsek bývalé silnice I/27 od křižovatky se silnicí II/180 přes Šlovice na okraj Litic evidován jako silnice III/18032e (dřívější značení jako větev I/27H). Úsek ulice Klatovské přes Litice a Klatovské třídy je kategorizován jako místní komunikace.